# Braxton Bjerken
Braxton Bjerken (* 6. Juli 2006) ist ein US-amerikanischer Kinderdarsteller.

## Leben und Karriere
Braxton Bjerken stammt aus dem US-Bundesstaat Georgia. Er hat drei Geschwister, darunter die Turnerin und Musikerin Whitney Bjerken, deren Kanal auf der Plattform YouTube mehr als 1,5 Millionen Abonnenten vorweist. In seiner ersten Rolle vor der Kamera war er 2018 im Film 15:17 to Paris von Regisseur Clint Eastwood zu sehen. Anschließend verkörperte er in der Komödie Catch Me! die jüngere Version des von Ed Helms verkörperten Hogan Malloy und erhielt zudem als Woody Mingo eine Nebenrolle im Film Das Haus der geheimnisvollen Uhren. Von 2018 bis 2020 war er als Kenny Boland in einer wiederkehrenden Rolle in der Serie Good Girls zu sehen. Mit Auftritten in Dolly Partons Herzensgeschichten und The Walking Dead: World Beyond war Bjerken auch in Gastrollen in Fernsehserien zu sehen. 2021 spielte er eine Nebenrolle im Film Thunder Force, der beim Video-on-Demand-Anbieter Netflix veröffentlicht wurde.

## Filmografie (Auswahl)
- 2018: 15:17 to Paris
- 2018: Catch Me! (Tag)
- 2018: Das Haus der geheimnisvollen Uhren (The House with a Clock in Its Walls)
- 2018–2021: Good Girls (Fernsehserie, 21 Episoden)
- 2019: When We Last Spoke
- 2019: Dolly Partons Herzensgeschichten (Dolly Parton's Heartstrings, Fernsehserie, Episode 1x01)
- 2020: Im Schatten der Mörder – Shadowplay  (Shadowplay, Fernsehserie, 5 Episoden)
- 2020: The Walking Dead: World Beyond  (Fernsehserie, Episode 1x08)
- 2021: Girl in the Basement
- 2021: Thunder Force
- 2022: The Adam Project